# Паткуль, Александр Владимирович
Александр Владимирович Паткуль (1817—1877) — генерал-адъютант, генерал от инфантерии, Санкт-Петербургский обер-полицеймейстер, начальник 2-й гренадерской дивизии, член Военного совета Российской империи.

## Биография
Происходил из старинного лифляндского дворянского рода. Родился 19 ноября 1817 года, сын генерала от инфантерии Владимира Григорьевича Паткуля и внук генерал-майора Рейнгольда Людвига Паткуля.
Воспитывался совместно с Наследником Цесаревичем Александром Николаевичем, числясь в Пажеском корпусе.
6 декабря 1835 года произведён в прапорщики, с зачислением на службу в лейб-гвардии Павловский полк, и вслед затем назначен состоять при наследнике цесаревиче. В 1838 году произведён в подпоручики и сопровождал Великого Князя Александра Николаевича в заграничном путешествии. 25 июня 1839 года пожалован чином поручика с назначением адъютантом Цесаревича.
В 1840 году Паткуль был командирован на Кавказ в составе десантной экспедиции и участвовал в сражении с горцами при Туапсе и Псезуапе, за отличие награждён орденом св. Анны 3-й степени с бантом. В 1843 году произведён в штабс-капитаны, в 1845 году — в капитаны и в 1848 году — в полковники.
Во время Венгерской кампании участвовал в походе войск гвардии к западным пределам Империи.
19 февраля 1855 года, при восшествии на престол Императора Александра II пожалован во флигель-адъютанты к Его Императорскому Величеству и в том же году, 17 апреля, произведён в генерал-майоры с зачислением в свиту Его Величества и назначен командиром лейб-гвардии Павловского полка. За все время своего пятилетнего командования, Паткуль поддерживал полк на должной высоте; заботился об улучшении быта нижних чинов; принимал участие в судьбе бедных солдатских детей, устраивая спектакли в пользу состоявшего при полку приюта и школы, представил императору проект положения об офицерском заёмном капитале, который был удостоен Высочайшаго утверждения 14 июля 1859 года, причём Александр II пожаловал от себя три тысячи рублей серебром в основание капитала. На всех смотрах и парадах полк представлялся в блестящем порядке своему Державному шефу; Император неизменно благоволил к командиру полка, выражая уверенность, что павловцы всегда будут тем, чем были, и на смотру 9 мая 1859 года сказал о Павловском полку: «Я лучшего ничего не желал и видеть не желаю».
За этот же пятилетний период Паткуль около года (в 1856—1857 годах) командовал 4-й пехотной гвардейской бригадой, был пожалован в генерал-адъютанты и в день полкового праздника, 30 августа 1857 года, совпадающий со днём его именин, получил орден св. Владимира 3-й степени. В телеграмме, присланной в этот день на его имя императором из Варшавы, за поздравлением с праздником полка, стояли слова: «Тебя лично поздравляю с твоими именинами и Владимиром на шее».
12 ноября 1860 года Паткуль был назначен Санкт-Петербургским обер-полицеймейстером, с зачислением по гвардейской пехоте, 16 апреля 1861 года произведён в генерал-лейтенанты, а в 1862 году, за болезнию, уволен от должности обер-полицеймейстера и в течение двух лет оставался лишь в звании генерал-адъютанта.
В 1864 году Паткуль снова занял ответственную должность, получив 18 марта в командование 2-ю гренадерскую дивизию; 30 августа 1869 года за отличие произведён в генералы от инфантерии, с назначением членом Военного совета, в каковой должности и оставался до конца своей жизни, причём подряд несколько лет был назначаем в частные присутствия совета.
Скончался 17 августа 1877 года в Царском Селе; из списков исключён 7 сентября; похоронен на кладбище села Большого Кузьмина близ Царского Села.

## Семья

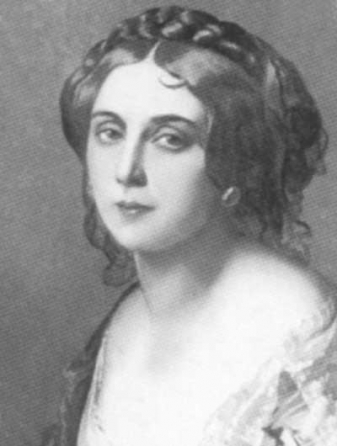
М. А. Паткуль

Паткуль с 1841 года был женат на Марии Александровне, урождённой маркизе де Траверсе (1822—1900); она была дочерью генерал-майора маркиза А. И. де Траверсе и внучкой морского министра адмирала маркиза И. И. де Траверсе. Их сыновья: Александр (1846—1896, полковник) и Сергей (1854—1884); дочь: Мария Александровна фон Паткуль (1848-), фрейлина императрицы Марии Александровны (1868), замужем за Иваном Карловичем фон Мейер (1832-1904); двое детей умерли в младенчестве и один сын, Алексей, умер в семилетнем возрасте.
Живя в Варшаве (1864—1869), Мария Александровна занималась благотворительной деятельностью, поддерживая местные православные церкви. Участвовала в организации «Русского благотворительного общества». Вернувшись в Царское село, Мария Александровна открыла там приют. Автор воспоминаний, впервые опубликованных в 1902 году в «Историческом вестнике».

## Награды
Среди прочих наград Паткуль имел российские ордена:
- Орден Святой Анны 3-й степени с бантом (1840 год)
- Орден Святого Владимира 4-й степени (1847 год)
- Орден Святой Анны 2-й степени (1849 год, императорская корона к этому ордену пожалована в 1852 году)
- Орден Святого Владимира 3-й степени (30 августа 1857 года)
- Орден Святого Станислава 1-й степени (1859 год)
- Орден Святой Анны 1-й степени (1862 год)
- Орден Святого Владимира 2-й степени (1864 год)
- Орден Белого орла (1862 год)
- Орден Святого Александра Невского (16 апреля 1871 года, алмазные знаки к этому ордену пожалованы 30 августа 1875 года)

Иностранные ордена:
- Прусский орден Красного орла 3-й степени (1838 год)
- Австрийский Орден Леопольда 3-й степени (1839 год)
- Гессен-Дармштадтский Орден Людвига 3-й степени (1839 год)
- Баденский Орден Церингенского льва 3-й степени (1839 год)
- Вюртембергский Орден Вюртембергской Короны 3-й степени (1839 год)
- Прусский Орден Святого Иоанна Иерусалимского (1844 год)
- Нидерландский Орден Нидерландского льва (1844 год)
- Австрийский орден Железной короны 2-й степени (1853 год)